# Strukturální víceznačnost
Strukturální dvojsmysl či syntaktický dvojsmysl je založen na struktuře nějakého vyjádření, které odpovídá stromový diagram, což je forma analýzy na úrovni fráze, která může být provedena i ve větším počtu variant. Takovým dvojsmyslem je například vyjádření „staří muži a ženy“. Pro lepší popis jazyka vytvořil Noam Chomsky trasformační gramatiku. Úroveň fráze se opírá o úroveň transformace, což je u níže popisovaného případu pouhé převedení věty „John found the boy studying in the library“ do pasivního tvaru, které generuje rovněž dvojsmysl.
Tedy např. věta
John – found – the boy studying in the library
John – našel – chlapce studujícího v knihovně.
může být chápána též jako
John – found studying in the library – the boy.
John – studující v knihovně našel – chlapce.
Prvnímu chápání věty může být přiřazena posloupnost NP - Verb - NP s objektem „the boy studying in the library“. Druhému chápání věty může být přiřazena posloupnost NP - Aux + V - NP - Comp.